# Stratford Town FC
Stratford Town FC is een voetbalclub uit Engeland, die in 1941 is opgericht en afkomstig uit Tiddington (Warwickshire). De club speelt in de Southern Football League Premier Division.

## Bekende (oud-)spelers
- Matija Šarkić